# 소독

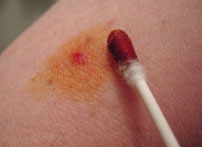

소독(消毒, disinfection)은 병의 감염이나 전염을 막기 위하여 병원균을 죽이는 것을 가리킨다. 소독은 저항력이 없는 박테리아 포자와 같은 모든 미생물을 죽이지는 않으며 모든 종류의 생물을 죽일 수 있는 살균보다는 그 영향이 덜하다.  햇빛, 열, 약품 등으로 소독을 진행한다.
소독제(disinfectant, 消毒劑) 또는 소독약(消毒藥)은 불활성 표면의 미생물을 비활성화하거나 파괴하는 데 사용되는 화학 물질 또는 화합물이다. 소독제는 알코올, 요오드, 석탄산, 산화칼슘, 크레졸 따위의 소독에 쓰이는 약제이다.

## 같이 보기
- 씨앗소독
- 손 세정제
- 살균제